# 취중진담 (버벌진트의 노래)
《취중진담》은 버벌진트가 발표한 비정규앨범이며, NODO가 앨범에 참여했다.

## 수록곡
1. 취중진담 (With NODO)
2. 취중진담 (Inst.)